# Alan Mitchell
Alan F. Mitchell (4 novembre 1922 - 3 août 1995) est un forestier, dendrologue et botaniste britannique, auteur de plusieurs livres sur les arbres.

## Biographie
Il a pratiquement seul mesuré tous les arbres remarquables des îles britanniques, fondant le registre des arbres des îles britanniques (T.R.O.B.I.), qui contenait plus de 100 000 arbres remarquables au moment de sa mort.
Pendant la Seconde Guerre mondiale, il a servi dans la Fleet Air Arm en Extrême-Orient. En revenant avec la troupe par la Mer Rouge, à la fin de la guerre, il réfléchit à son avenir et décide que ce serait avec les arbres. 
En 1976, la Royal Forestry Society d'Angleterre, Pays de Galles et Irlande du Nord lui décerne sa Médaille du service distingué (Médaille d'or) lors d'une réunion de la société à  Westonbirt.
Son livre de 1987 intitulé « Le guide des arbres du Canada et de l'Amérique du Nord », (en) « The Guide to Trees of Canada and North America », est dédié à sa sœur Christine. Le livre fait parfois référence à un voyage en Amérique du Nord en 1976.
« La règle de Mitchell » stipule: « S'il y a des souches ou des troncs abattus à proximité, comptez les cernes annuels et mesurez la circonférence du tronc pour trouver des taux de croissance locaux ».